# Jiulong (Garzê)

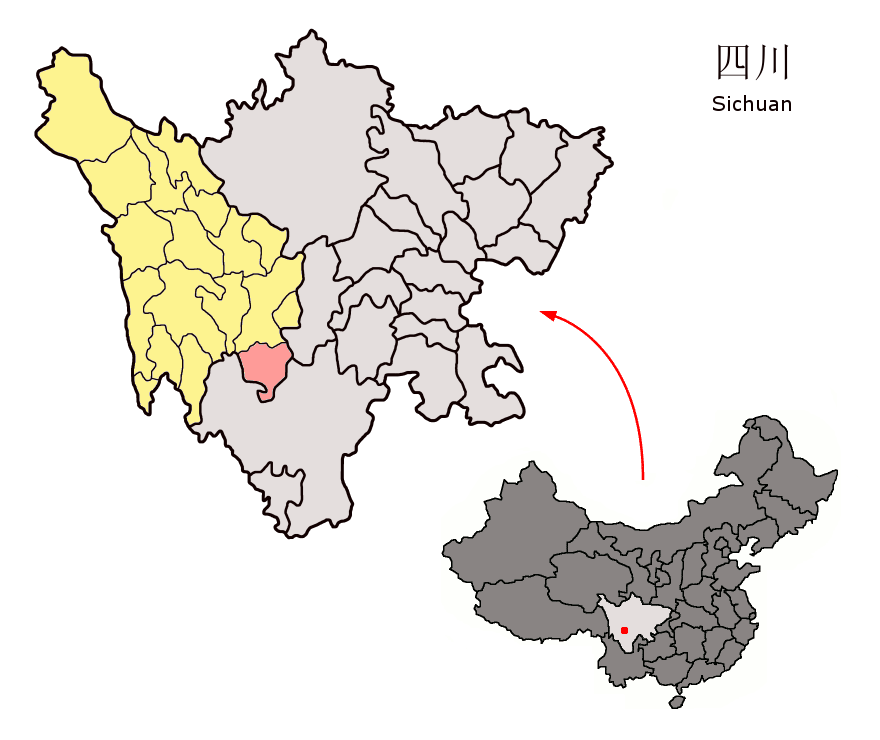
Lage des Kreises Jiulong in Garzê (gelb).

Der Kreis Jiulong (tibetisch བརྒྱད་ཟིལ།/བརྒྱད་ཟུར།, Umschrift nach Wylie: brgyad zil/brgyad zur; auch Gyaisi, Gyesil, Gyesur; chinesisch 九龙县, Pinyin Jiǔlóng Xiàn) ist ein Kreis im Nordwesten der chinesischen Provinz Sichuan. Er gehört zum Verwaltungsgebiet des Autonomen Bezirks Garzê der Tibeter. Sein Hauptort ist die Großgemeinde Xia’er bzw. Garba (chin. 呷尔镇,  Xiā’ěr). Er hat eine Fläche von 6.113 km² und zählt 53.738 Einwohner (Stand: Zensus 2020).

## Administrative Gliederung
Auf Gemeindeebene setzt sich der Kreis aus einer Großgemeinde und siebzehn Gemeinden (davon sieben Nationalitätengemeinden der Yi) zusammen. Diese sind (Pinyin/chin.):
- Großgemeinde Xia'er (Garba) 呷尔镇

- Gemeinde Tanggu 汤古乡
- Gemeinde Xieka 斜卡乡
- Gemeinde Sanyanlong 三岩龙乡
- Gemeinde Shangtuan 上团乡
- Gemeinde Bawolong 八窝龙乡
- Gemeinde Naiqu 乃渠乡
- Gemeinde Wulaxi 乌拉溪乡
- Gemeinde Yandai 烟袋乡
- Gemeinde Kuiduo 魁多乡
- Gemeinde Zi'er der Yi 子耳彝族乡
- Gemeinde Sanya der Yi 三垭彝族乡
- Gemeinde E'er der Yi 俄尔彝族乡
- Gemeinde Xiaojin der Yi 小金彝族乡
- Gemeinde Duoluo der Yi 朵洛彝族乡
- Gemeinde Taka der Yi 踏卡彝族乡
- Gemeinde Wanba der Yi 湾坝彝族乡
- Gemeinde Hongba 洪坝乡

## Ethnische Gliederung der Bevölkerung (2000)
Beim Zensus im Jahr 2000 hatte Jiulong 50.816 Einwohner.
| Name des Volkes | Einwohner | Anteil  |
| --------------- | --------- | ------- |
| Yi              | 18.806    | 37,01 % |
| Han             | 17.058    | 33,57 % |
| Tibeter         | 14.851    | 29,23 % |
| Miao            | 29        | 0,06 %  |
| Hui             | 25        | 0,05 %  |
| Qiang           | 12        | 0,02 %  |
| Bai             | 9         | 0,02 %  |
| Yao             | 6         | 0,01 %  |
| Mongolen        | 5         | 0,01 %  |
| Sonstige        | 15        | 0,03 %  |